# Taxikurir
Taxikurir är en koncern inom persontransportnäringen och ett rikstäckande taxibolag. Företaget ägs av Cabonline Group, och bildades efter missnöje inom Taxi Stockholm.
Koncernen består av moderbolaget Taxi Kurir AB och är representerat genom dotterbolag eller franchisetagare på 42 orter i Sverige (januari 2010). Varje dotterbolag och franchisetagare ansluter sedan enskilda transportörer som utför transporter under det gemensamma varumärket. Taxikurir har genomgående mörkblå fordon och förarna har mörkblå uniformer. Med drygt 3 000 fordon i Skandinavien, varav över 1 900 i Sverige, är Taxikurir Skandinaviens och Sveriges största taxiorganisation. Koncernen omsatte cirka 3,5 miljarder kr under 2007 och är därmed ett av 250 Sveriges största företag.

### Fotnoter
1. ↑  Per Nygren (17 augusti 2012). ”Ägaren till Taxi kurir: "Det finns alltid kritik"” (på svenska). Göteborgsposten. http://www.gp.se/nyheter/g%C3%B6teborg/%C3%A4garen-till-taxi-kurir-det-finns-alltid-kritik-1.636235. Läst 23 oktober 2018.